# Acheilognathus peihoensis
Acheilognathus peihoensis är en fiskart som först beskrevs av Fowler, 1910.  Acheilognathus peihoensis ingår i släktet Acheilognathus och familjen karpfiskar. Inga underarter finns listade i Catalogue of Life.